# جودی مارکل
جودی مارکل (انگلیسی: Jodie Markell؛ زادهٔ ۱۳ آوریل ۱۹۵۹) کارگردان و هنرپیشه اهل ایالات متحده آمریکا است. وی از سال ۱۹۸۷ میلادی تاکنون مشغول فعالیت بوده‌است. از فیلم‌هایی که وی در آن بازی کرده‌است می‌توان به قطار مرموز، به‌دام‌افتاده و بوسه خون‌آشام اشاره کرد.